# Tesfaye
Tesfaye (in alfabeto geʽez: ተስፋዬ) è un nome proprio di persona amarico maschile.

## Origine e diffusione
È tratto dal termine amarico ተስፋ (täsfa), che vuol dire "speranza"; ha quindi lo stesso significato dei nomi Hope, Elpidio, Speranza, Nadežda e Toivo.

## Persone

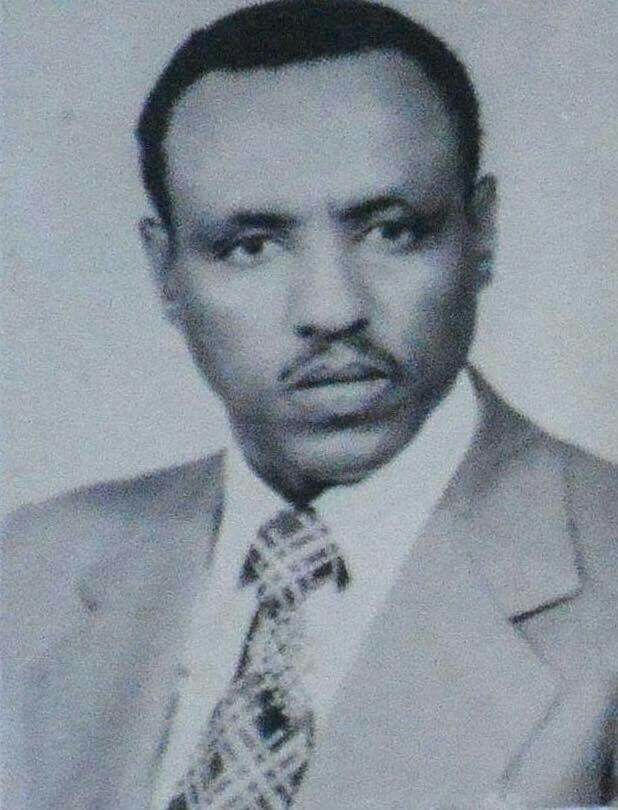
Tesfaye Gebre Kidan

- Tesfaye Bekele, mezzofondista e maratoneta etiope
- Tesfaye Dadi, maratoneta etiope
- Tesfaye Gebre Kidan, generale e politico etiope
- Tesfaye Tola, maratoneta etiope